# Sanguisugabogg
Sanguisugabogg — американський дез-метал гурт, з Колумбусу, штат Огайо.
Гурт створений гітаристом Камероном Боггсом у 2019 році.
На сьогодні гурт випустив один демо-мініальбом, один концертний альбом і два студійних альбоми. Серед поточних учасників — барабанщик-перкусіоніст Коді Девідсон, вокаліст Девін Суонк, гітарист-басист Седрік Девіс і гітарист-басист Дрю Арнольд.
Хоча назва гурту Sanguisugabogg також є відсиланням до прізвища засновника гурту, Камерона Боггза, воно також є поєднанням слів «sanguisuga» (латинське слово, що означає «п'явка») і «bog» (на британському англійському сленгу означає «туалет»).

## Історія

### 2019—2021 роки
Гурт Sanguisugabogg створено у 2019 році в Колумбусі, штат Огайо.
26 липня 2019 року гурт випустив свій дебютний демо-мініальбом Pornographic Seizures на лейблі Maggot Stomp.
У 2020 році гурт покинув оригінальний басист Стеф Барнс.
У січні 2020 року гурт Sanguisugabogg підтримав гурт Creeping Death у короткому турі по США.
У наступні місяці гурт розпочав свій власний хедлайнерський тур по США, у вибрані дати гурт підтримували гурти Undeath, Vomit Forth, Graveview.
15 січня 2021 року гурт Sanguisugabogg випустив сингл «Menstrual Envy» і оголосив, що їхній дебютний повноформатний альбом вийде 26 березня 2021 року на лейблі Century Media Records.
5 лютого гурт Sanguisugabogg випустив сингл і відеокліп «Dead as Shit». 21 лютого гурт випустив сингл «Dick Filet». 12 березня 2021 року гурт випустив сингл і відеокліп «Gored in the Chest». 26 березня 2021 року гурт випустив свій дебютний альбом Tortured Whole на лейблі Century Media Records. Після випуску альбому засновник гурту Камерон Боггс був вигнаний з гурту іншими учасниками, що було описано як «вороже захоплення».
Восени/взимку 2021 року гурт Sanguisugabogg розпочав співхедлайнерський тур США «Frozen Whole» разом із гуртом Frozen Soul та за підтримки гуртів Vomit Forth, Inoculation.

### 2022–теперішній час
У травні 2022 року гурт Sanguisugabogg брав участь у турі по США гурту Terror на підтримку альбому Pain into Power, у турі також брали участь гурти Kublai Khan, Pain of Truth.
У червні 2022 року гурт Sanguisugabogg підтримав гурт Cannibal Corpse під час короткого туру по США, у турі також брав участь гурт 200 Stab Wounds.
У серпні 2022 року гурт вирушив у короткий хедлайнерський тур по США за підтримки гуртів Undeath, No/Mas, Vomit Forth, Volcano.
У листопаді 2022 року гурт Sanguisugabogg підтримував гурт Full of Hell у їхньому європейському турі, у турі також брав участь гурт J.A.D.
3 лютого 2023 року гурт випустив свій другий альбом Homicidal Ecstasy на лейблі Century Media. Гурт дав серію концертів на підтримку альбому на Середньому Заході за підтримки гуртів Internal Bleeding, Year of the Knife, Vomit Forth.
Влітку 2023 року гурт Sanguisugabogg вирушив в хедлайнерський тур по США «North American Incision» за підтримки гуртів Kruelty, Vomit Forth, Gates to Hell, а також  у вибрані дати за підтримки гуртів Deterioration, Deadbody.
На початку 2024 року гурт вирушив у європейський тур на підтримку гурту Suffocation разом із гуртами Enterprise Earth, Organectomy. Навесні 2024 року гурт Sanguisugabogg збирається вирушити в тур по США разом із гуртом Jesus Piece за підтримки гуртів Peeling Flesh, GAG.

## Учасники гурту
Склад гурту визначено з музичного відео «Face Ripped Off».

### Поточні
- Девін Суонк (Devin Swank) — вокал (2019—теперішній час)
- Коді Девідсон (Cody Davidson) — ударні (2019—теперішній час)
- Седрік Девіс (Cedrik Davis) — гітара, бас-гітара (2020—теперішній час)
- Дрю Арнольд (Drew Arnold) — гітара, бас-гітара (2021—теперішній час)

### Колишні
- Камерон Боггс (Cameron Boggs) — гітара (2019—2021)
- Стеф Барнс (Steph Barnes) — бас (2019—2020)

## Дискографія

### Студійні альбоми
- Tortured Whole (2021, Century Media)
- Homicidal Ecstasy (2023, Century Media)[4][5]

### Живі альбоми
- The Devil's Eyes (2022)

### Демо-мініальбом
- Pornographic Seizures (2019)